# Kevin Jonas
Paul Kevin Jonas II (Teaneck, Nueva Jersey, 5 de noviembre de 1987), conocido como Kevin Jonas, es un músico y actor estadounidense. 
Es miembro de los Jonas Brothers, una banda de pop rock que creó con sus hermanos menores, Joe y Nick. En 2008, apareció en la lista de la revista People de los Hombres más Atractivos Vivos. El 19 de diciembre de 2009, se casó con Danielle Deleasa, a quien había conocido en las Bahamas en 2007. En agosto de 2012, Jonas y su esposa protagonizaron su propia serie de telerrealidad de E!, Married to Jonas.

## Primeros años
Kevin Jonas nació en Teaneck, Nueva Jersey, y creció en Wyckoff. Wyckoff. Su madre, Denise (nacida Miller), es una exprofesora de lengua de signos y cantante, y su padre, Paul Kevin Jonas, Sr., es un compositor, músico y exministro ordenado en una iglesia Asambleas de Dios. Es de ascendencia italiana (de un tatarabuelo), alemán, irlandés, inglés, cheroqui, y franco-canadiense. Tiene tres hermanos menores, Joe (nacido en 1989), Nick (nacido en 1992) y Frankie (nacido en 2000).

## Carrera

### Música
A principios de 2005, el nuevo de presidente Columbia Records, Steve Greenberg, escuchó una grabación Nick. Mientras que Greenberg no le gustaba el álbum, le gustaba la voz de Nick. Después de escuchar la canción «Please Be Mine», escrita e interpretada por todos los hermanos Daylight/Columbia Records decidió firmar con los tres como un grupo. Después de firmar con Columbia, los hermanos habían considerado nombrar a su grupo "Sons of Jonas" antes de decidirse por el nombre de "Jonas Brothers".
It's About Time, el primer álbum de los hermanos, fue lanzado el 8 de agosto de 2006. Según el mánager de la banda, fue sólo una "versión limitada" de poco más de 50.000 copias. Debido a que Sony no estaba interesado en seguir promoviendo la banda, los Jonas Brothers consideraron entonces cambiar de sello. La banda fue eliminado en última instancia por Columbia Records a principios de 2007.
Después de poco tiempo de estar sin sello, los Jonas Brothers firmaron con Hollywood Records en febrero de 2007. Por la misma época, los hermanos comenzaron a aparecer en anuncios de GAP para Baby Bottle Pops, cantando el jingle. Su segundo álbum homónimo, Jonas Brothers, fue lanzado el 7 de agosto de 2007. Alcanzando el número cinco en el Billboard Hot 200 chart en su primera semana.
El tercer estudio de álbum de los Jonas Brothers, A Little Bit Longer, fue lanzado en Estados Unidos el 12 de agosto de 2008 y alcanzó el #1 en el Billboard 200.
El 16 de junio de 2009, el cuarto álbum de estudio de los hermanos, y el tercer lanzamiento bajo el sello Hollywood Records, titulado Lines, Vines and Trying Times fue lanzado. El álbum alcanzó el número 1 en el Billboard 200 con 247.000 copias vendidas. Fue anunciado el 1 de mayo de 2012, que los Jonas Brothers se separaron de su sello discográfico Hollywood Records, y compraron los derechos de su música.

### Actuación
El 17 de agosto de 2007, Jonas y sus hermanos fueron actores invitados en un episodio de Hannah Montana titulado "Me and Mr. Jonas". El episodio se estrenó junto a la película de televisión High School Musical 2 y un adelanto de la nueva serie de Disney Channel Phineas and Ferb. El episodio rompió todos los récords de cable básico con un récord de 10,7 millones de espectadores y se convirtió en la transmisión de serie más visto en la historia de cable básico.
Jonas y sus hermanos filmaron la Disney Channel Original Movie Camp Rock, donde interpretaron un grupo llamado "Connect Three". Kevin interpretó a Jason, guitarrista; Nick interpretó a Nate, también guitarrista; y Joe interpretó el papel principal masculino y cantante, Shane Gray. Una banda sonora para la película fue lanzada el 17 de junio de 2008. La película se estrenó el 20 de junio de 2008 en los EE. UU., en Disney Channel, y Canadá, en Family. La producción de la secuela, Camp Rock 2: The Final Jam, comenzó en septiembre de 2009, y la película se estrenó el 3 de septiembre de 2010.
La serie corta de telerrealidad de Disney Channel, Jonas Brothers: Living the Dream, se estrenó en Disney Channel el 16 de mayo de 2008. El espectáculo, que duró hasta el 5 de septiembre de 2008, documentó la vida de los hermanos en la gira Look Me in the Eyes. El nombre fue inspirado por su exitosa canción «When You Look Me in the Eyes». La serie fue renovada para una segunda temporada que se estrenó el 21 de marzo de 2010. The second season followed the band on the European leg of their World Tour 2009.
Él y Joe, Nick y Frankie protagonizó su propia Disney Channel Original Series, JONAS, que se estrenó 2 de mayo de 2009. La serie fue renovada para una segunda temporada que se estrenó el 20 de junio de 2010 como Jonas L.A., centrada en los tres hermanos en vacaciones de verano, en su casa de vacaciones en Los Ángeles con Stella y Macy.
Jonas apareció en el cuarto episodio de MTV de When I Was 17 (Temporada 1), hablando de sus recuerdos de cuando tenía diecisiete años.
Kevin Jonas fue presentador invitado en Live with Kelly el 13 de diciembre de 2011 convirtiéndose en el segundo hermano además de Nick de tener el honor de hacerlo. Fue copresentador del programa por segunda vez el 4 de julio de 2012.
A partir del 19 de agosto de 2012, Kevin aparece en un reality de E! junto a su esposa Danielle (Dani) y sus hermanos Nick y Joe. Producido por Ryan Seacrest, Married to Jonas documenta la vida doméstica de la joven pareja, así como los esfuerzos de grabación de los hermanos mientras se preparan para lanzar su más reciente álbum.

## Vida personal
Kevin Jonas se casó con Danielle Deleasa (nacida el 18 de septiembre de 1987), una expeluquera, en el Castillo Oheka el 19 de diciembre de 2009, con sus hermanos Joe Jonas y Nick Jonas como sus padrinos. Se conocieron mientras estaban de vacaciones con sus familias en las Bahamas, en 2007. El 9 de julio de 2013, Kevin anunció mediante un tuit que estaban esperando su primer hijo y el 2 de febrero de 2014 nació su primera hija, Alena Rose Jonas. El 25 de abril de 2016, anunció a través de Twitter e Instagram la espera de un segundo bebé. El 27 de octubre de 2016, se convirtió en padre por segunda vez de una niña llamada Valentina Angelina Jonas.

## Filmografía
| Películas              | Películas                                                 | Películas                       | Películas |
| Año                    | Título                                                    | Personaje                       | Notas |
| ---------------------- | --------------------------------------------------------- | ------------------------------- | --- |
| 2008                   | Hannah Montana & Miley Cyrus: Best of Both Worlds Concert | Él mismo                        | Película en Concierto 3D                                                                                                  |
| 2008                   | Camp Rock                                                 | Jason Gray                      | Película de televisión |
| 2009                   | Jonas Brothers: The 3D Concert Experience                 | Él mismo                        | Película en Concierto 3D                                                                                                  |
| 2009                   | Band in a Bus                                             | Él mismo                        | Reality DVD |
| 2009                   | Night at the Museum: Battle of the Smithsonian            | Cherub                          | |
| 2010                   | Camp Rock 2: The Final Jam                                | Jason Gray                      | Película de televisión |
| 2011                   | Jonas Brothers: The Journey                               | Él mismo                        | (Documental no autorizado)                                                                                                |
| Televisión             |                                                           |                                 | |
| Año                    | Título                                                    | Personaje                       | Notas |
| 2007                   | Hannah Montana                                            | Él mismo                        | "Me and Mr. Jonas and Mr. Jonas and Mr. Jonas" (Temporada 2, Episodio 16)                                                 |
| 2008—2010              | Jonas Brothers: Living the Dream                          | Él mismo                        | Serie de telerrealidad |
| 2009–2010              | Jonas L.A.                                                | Kevin Percy Lucas               | También conocido como JONAS, rol principal, 34 episodes                                                                   |
| 2012—2013              | Married to Jonas                                          | Él mismo                        | (Docu-novela) 19 de agosto de 2012                                                                                        |
| Apariciones especiales |                                                           |                                 | |
| Año                    | Título                                                    | Personaje                       | Notas |
| 2008                   | Studio DC: Almost Live                                    | Él mismo                        | Segundo programa |
| 2008                   | Extreme Makeover: Home Edition                            | Él mismo                        | "The Akers Family" (Temporada 6, Episodio 2)                                                                              |
| 2009                   | Saturday Night Live                                       | Él mismo                        | Episodio del 14 de febrero de 2009                                                                                        |
| 2010                   | Minute to Win It                                          | Él mismo (concurso)             | Programa de concursos (episodic del 12 de mayo de 2010) Ganó $250.000 para su caridad a pesar de fallar el noveno desafío |
| 2010                   | Extreme Makeover: Home Edition                            | Él mismo                        | "The Heathcock Family" (Temporada 7, Episodio 19)                                                                         |
| 2010                   | When I Was 17                                             | Él mismo                        | Documental, destacado intérprete                                                                                          |
| 2011                   | Spike Video Game Awards                                   | Él mismo                        | Entrega de premios anual organizada por Spike TV                                                                          |
| 2011                   | Live with Kelly                                           | Invitado coanfitrión - Él mismo | Talk show matinal de televisión estadounidense (Temporada 24, Episodio 71])                                               |
| 2012                   | Live with Kelly                                           | Invitado coanfitrión - Él mismo | Talk show matinal de televisión estadounidense                                                                            |